# Ngọc Quỳnh (diễn viên)
Nguyễn Ngọc Quỳnh (sinh ngày 23 tháng 11 năm 1980) là một nam diễn viên người Việt Nam. Năm 2020, anh đoạt giải "Nam diễn viên chính xuất sắc" tại Giải Cánh diều với vai diễn Thái trong Hoa hồng trên ngực trái.

## Tiểu sử
Ngọc Quỳnh sinh năm 1980 tại huyện Thường Tín, Hà Nội, trong một gia đình khá giả. Khi đang học trường Văn Hoá anh được người chú khuyên đăng ký thi vào Trường Đại học Sân khấu – Điện ảnh Hà Nội. Học hết năm nhất anh được đạo diễn Lưu Trọng Ninh chọn anh vào vai Tiến trong bộ phim Hoa cỏ may. Sau bộ phim anh quyết định không nhận lời đóng phim mà tập trung vào việc học.
Sau khi tốt nghiệp, Ngọc Quỳnh công tác tại đoàn kịch Công an nhân dân trong hơn một năm. Sau đó anh chuyển sang Nhà hát Tuổi trẻ và tiếp tục trau dồi kỹ năng diễn xuất. Rồi chuyển công tác về Nhà hát kịch Trung ương. NSND Hoàng Dũng khuyên anh về Nhà hát kịch Hà Nội hợp tác.
Năm 2009, anh quay trở lại với vai Hiếu trong bộ phim Tin vào điều không thể của đạo diễn Hồng Sơn và Đỗ Chí Hướng. Năm 2019, Ngọc Quỳnh ghi dấu ấn khi vào vai Thái trong bộ phim Hoa hồng trên ngực trái. Năm 2021, Ngọc Quỳnh góp mặt trong MV "Không can chi mô" của ca sĩ Huyền Trang.

## Danh sách phim

### Phim truyền hình
| Năm  | Tựa phim                 | Vai diễn                 | Đạo diễn                                 | Kênh        | Nguồn              |
| ---- | ------------------------ | ------------------------ | ---------------------------------------- | ----------- | ------------------ |
| 2000 | Hãy về với em            | Huynh                    | NSND Nguyễn Khải Hưng                    | VTV3        |                    |
| 2001 | Hoa cỏ may               | Tiến                     | Lưu Trọng Ninh                           | VTV3        |                    |
| 2001 | Kẻ không cầu may         |                          | Bạch Diệp                                | VTV3        |                    |
| 2001 | Mùa lá rụng              | Đức (bạn Dư)             | NSUT Quốc Trọng                          | VTV3        |                    |
| 2002 | Sang sông                | Con đỡ đầu của Thiện     | Trọng Trinh                              |             | danh đề: Văn Quỳnh |
| 2005 | Chuyện phố phường        | Táo                      | Phạm Thanh Phong - NSƯT Nguyễn Danh Dũng | VTV1        |                    |
| 2006 | Phó tổng giám đốc thời @ | Phong                    | Phan Hữu Nguyên                          | VTV3        |                    |
| 2007 | Ma làng                  | Nghiệp                   | Nguyễn Hữu Phần                          | VTV1        |                    |
| 2008 | Họ đã từng yêu như thế   |                          | Nguyễn Anh Tuấn                          | VTV3        |                    |
| 2009 | Tin vào điều không thể   | Hiếu                     | Vũ Hồng Sơn - Đỗ Chí Hướng               | VTV3        |                    |
| 2010 | Men say                  |                          | Nguyễn Đức Việt                          | H1          |                    |
| 2011 | Nếu chỉ là giấc mơ       |                          | Nguyễn Tiến Dũng - Trần Quang Vinh       | VTV3        |                    |
| 2011 | Đếm ngược cho đến 30     | Hoàng                    | Trịnh Lê Phong                           | VTV1        |                    |
| 2011 | Chủ tịch tỉnh            | Tản                      | Bùi Huy Thuần, Bùi Quốc Việt             | VTV1        |                    |
| 2011 | Hạnh phúc nhọc nhằn      | Tùng                     | Nguyễn Khải Anh                          | VTC         |                    |
| 2012 | Đi qua ngày giông bão    | Chí                      | Đỗ Chí Hướng                             | VTV1        |                    |
| 2013 | Vận may bất ngờ          |                          | Trịnh Lê Phong                           | VTV1        |                    |
| 2013 | Tình yêu không hẹn trước | Hải                      | NSND Nguyễn Trọng Trinh - Bùi Tiến Huy   | VTV3        |                    |
| 2013 | Giấc mơ hạnh phúc        | Bá                       | Bùi Huy Thuần                            | VTV1        |                    |
| 2013 | Làng ma 10 năm sau       | Nghiệp                   | Nguyễn Hữu Phần                          | VTV1        |                    |
| 2014 | Hoa bay                  | Hoàng Luân               | NSƯT Xuân Sơn - NSƯT Đăng Khoa           | HTV9        |                    |
| 2014 | Điều cuối cùng còn lại   | Bình                     | Bùi Huy Thuần                            | VTV1        |                    |
| 2015 | Cánh gió đầu xuân        | Minh                     | Vũ Hồng Sơn                              | VTV1        |                    |
| 2015 | Những cánh hoa trước gió | Hoàng                    | Đỗ Chí Hướng                             | VTV6        |                    |
| 2015 | Đối thủ kỳ phùng         | Trần Thức                | Nguyễn Quang - Nguyễn Thu                | VTV1        |                    |
| 2015 | Bạch mã hoàng tử         | Tiến                     | Vũ Minh Trí                              | VTV3        |                    |
| 2017 | Ghét thì yêu thôi        | Đại                      | Trịnh Lê Phong                           | VTV3        |                    |
| 2019 | Hoa hồng trên ngực trái  | Thái                     | NSƯT Vũ Trường Khoa                      | VTV3        |                    |
| 2020 | Gái ngàn đô              | Vỹ                       | NSƯT Bùi Huy Thuần                       | Galaxy Play |                    |
| 2020 | Hồ sơ cá sấu             | Quyết                    | NSƯT Nguyễn Mai Hiền                     | VTV3        |                    |
| 2021 | Mặt nạ gương             | Nguyễn Tiến Khôi (Hiệp)  | Bùi Quốc Việt                            | VTV3        |                    |
| 2022 | Gái ngàn đô 2            | Vỹ                       | NSƯT Bùi Huy Thuần                       | Galaxy Play |                    |
| 2023 | Hoa vương                | Hải Đăng                 | Đỗ Phú Hải - Hoàng Trần Minh Đức         | VieON       |                    |
| 2023 | Biệt dược đen            | Thượng tá Phạm Xuân Vinh | Phạm Gia Phương - Trần Trọng Khôi        | VTV3        |                    |
| 2024 | Nữ luật sư               | Thái Trung               | Trọng Trinh                              | SCTV14      | [ 4 ]              |
| 2024 | Hoa sữa về trong gió     | Khang                    | Bùi Tiến Huy                             | VTV1        | [ 5 ]              |

## Đời tư
Ngọc Quỳnh trải qua hai cuộc hôn nhân và có 3 người con. Sau đó anh hẹn hò với Nguyễn Thùy Anh cùng công tác tại Nhà hát Kịch Hà Nội.

## Giải thưởng và đề cử
| Lễ trao giải                      | Năm  | Hạng mục                     | Đề cử                              | Kết quả         | Chú thích |
| --------------------------------- | ---- | ---------------------------- | ---------------------------------- | --------------- | --------- |
| Liên hoan Sân khấu Thủ đô         | 2018 | —                            | Ngôi nhà trong thành phố           | Huy chương Vàng |           |
| Liên hoan Sân khấu Thủ đô         | 2018 | —                            | vở diễn "Ngôi nhà trong thành phố" | Huy chương Bạc  |           |
| Liên hoan Sân khấu Thủ đô         | 2020 | —                            | —                                  | Huy chương Vàng | [ 8 ]     |
| Cánh Diều Vàng                    | 2020 | Nam diễn viên chính xuất sắc | Thái trong Hoa hồng trên ngực trái | Đoạt giải       | [ 9 ]     |
| Liên hoan Kịch nói toàn quốc      | 2024 | —                            | Vòng tròn bội bạc                  | Huy chương vàng | [ 10 ]    |
| Liên hoan Sân khấu Hà Nội mở rộng | 2024 | —                            | Khoảng trống                       | Huy chương vàng | [ 11 ]    |